# Derwood (Maryland)
Derwood es un lugar designado por el censo ubicado en el condado de Montgomery en el estado estadounidense de Maryland. En el Censo de 2010 tenía una población de 2.381 habitantes y una densidad poblacional de 1.466,2 personas por km².

## Geografía
Derwood se encuentra ubicado en las coordenadas 39°6′51″N 77°9′1″O / 39.11417, -77.15028. Según la Oficina del Censo de los Estados Unidos, Derwood tiene una superficie total de 1.62 km², de la cual 1.62 km² corresponden a tierra firme y (0.32%) 0.01 km² es agua.

## Demografía
Según el censo de 2010, había 2.381 personas residiendo en Derwood. La densidad de población era de 1.466,2 hab./km². De los 2.381 habitantes, Derwood estaba compuesto por el 58.08% blancos, el 8.27% eran afroamericanos, el 0.25% eran amerindios, el 25.54% eran asiáticos, el 0.08% eran isleños del Pacífico, el 3.53% eran de otras razas y el 4.24% pertenecían a dos o más razas. Del total de la población el 11.84% eran hispanos o latinos de cualquier raza.